# Solarstone
Solarstone (även Solar Stone) består av Rich Mowatt en brittisk keyboardspelare, tranceartist och musikproducent

## Diskografi

### Studioalbum
- 2006 – AnthologyOne (greatest hits)
- 2008 – Rain Stars Eternal
- 2012 – Pure
- 2020 - Island

### Singlar
- 1997 – "The Calling"
- 1998 – The Impressions (EP)
- 1999 – "Seven Cities" (UK Singles Chart #39)[1]
- 2001 – "Speak in Sympathy" (featuring Elizabeth Fields)
- 2002 – "Release" / "Destination" (Solarstone vs. Sirocco)
- 2002 – "Solarcoaster"
- 2003 – "3rd Earth" (Scott Bond vs. Solarstone)
- 2003 – "Naked Angel" (Scott Bond vs. Solarstone)
- 2004 – "Red Line Highway" (Scott Bond vs. Solarstone)
- 2005 – "Eastern Sea"
- 2006 – "Like a Waterfall" (featuring Jes Brieden)
- 2007 – "The Calling 2007"
- 2007 – "Late Summer Fields" (with Alucard)
- 2008 – "Rain Stars Eternal"
- 2008 – "4Ever" (Vinyl Only)
- 2008 – "Spectrum"
- 2008 – "Lunar Rings" (Unreleased)

### DJ-mixar
- 2001 – Chilled Out Euphoria
- 2003 – Lost Language Exhibition (skivbolagssamling; mixad tillsammans med Ben Lost)
- 2006 – Destinations, Volume 1

### Utvalda remixar
- 1997 – Energy 52 – "Café Del Mar" (Solarstone Remix)
- 1999 – Matt Darey – "From Russia With Love" (Solarstone's Red City Mix, Solarstone's Deep Blue Mix)
- 1999 – Space Manoeuvres – "Stage One" (Solarstone Remix)
- 2000 – Ferry Corsten (also known as Moonman) – "Galaxia" (Solarstone Remix)
- 2000 – Planet Perfecto – "Bullet in the Gun 2000" (Solarstone Remix)
- 2002 – Paul Oakenfold – "Southern Sun" (Solarstone's Afterhours Remix)
- 2002 – Conjure One – "Sleep" (Solarstone's Afterhours Remix)
- 2003 – Conjure One – "Center of the Sun" (Solarstone's Chilled Out Remix)
- 2004 – Filo and Peri pres. Whirlpool – "Under the Sun" (Solarstone Remix)
- 2004 – Sarah McLachlan – "World on Fire" (Solarstone's Afterhours Remix)
- 2007 – Radiohead - "House of Cards" (Solarstone Subterranean Remix)